# 楊居寬
杨居宽（1233年—1287年），元朝大臣，表字子裕，东昌莘县（今山东省莘县）人，元顺帝时中书参知政事。
杨居宽开始被辟为中书省掾，擢升为左右司郎中，至元十三年（1276年），由吏部侍郎出为同知浙东西宣慰司事、江浙行省参议。至元二十二年（1285年），为龙兴行省参政。至元二十三年（1286年），入为中书省参知政事，掌管官员铨叙。杨居宽性情刚直。桑哥为总制院使，有人给他行贿即得大官，杨居宽在中书省经常裁抑。桑哥大怒，至元二十四年（1287年），桑哥拜尚书省右丞相，以罪将他诬杀，籍没其家，只有其子集贤直学士杨勋，不连坐。杨居宽死时，享年五十五岁。至元二十九年（1292年），才被昭雪。

## 延伸阅读
[在维基数据编辑]
 《新元史/卷183》，出自柯劭忞《新元史》